# Zerynthia caucasica
Zerynthia caucasica е вид пеперуда от семейство Лястовичи опашки (Papilionidae). Видът е уязвим и сериозно застрашен от изчезване.

## Разпространение
Разпространен е в Азербайджан, Армения, Грузия и Турция.

## Описание
Популацията на вида е намаляваща.